# Platanus gentryi
Platanus gentryi, sjevernoameričko je drvo iz porodice vodoklenovki (Platanaceae). Meksički je endem iz Sonore, Chihuahue i Sinaloe.